# Daniel Dölschner
Daniel Dölschner (* 9. Januar 1976 in Frankfurt am Main) ist ein deutscher Lyriker und Haiku-Autor.

## Leben und Werk
Daniel Dölschner wurde 1976 in Frankfurt am Main geboren. Aufgewachsen in Kronberg im Taunus, studierte er, nach einem achtzehnmonatigen Aufenthalt im Bundesstaat Pennsylvania und einem halbjährigen Aufenthalt in Houston im Bundesstaat Texas, von 1998 bis 2003 Amerikanistik und Philosophie an der Johann Wolfgang Goethe-Universität Frankfurt am Main.
Nach seinem Studium arbeitete er als Autor und freischaffender Haiku-Dichter. Im Jahr 2004 erschien sein erster Haiku-Band Die Hochhäuser im Rücken: Haiku und Senryu. Der zweite Band Neu gesehen: Haiku wurde noch im selben Jahr veröffentlicht. 2006 war er mit lyrischen Texten in der Lyrik-Anthologie Die Jahreszeiten der Liebe im Martin Werhand Verlag vertreten. 2012 wurde er als Haiku-Autor neben zahlreichen anderen namhaften deutschen Lyrikern in der Anthologie Haiku hier und heute, 112 Beispiele deutschsprachiger Haiku-Dichtung aus dem 21. Jahrhundert, herausgegeben im Deutschen Taschenbuch Verlag von Rainer Stolz und Udo Wenzel mit seinem Werk gelistet.
Im Jahr 2006 nahm er bei dem visuellen lyrischen Projekt der Bremer Straßenbahn AG namens Poesie Bewegt unter der Leitung von Joachim Tuz mit seinem Werk teil. Neben den Einzelpublikationen, erschienen Daniel Dölschners Werke auch in verschiedenen Jahresbänden, Vierteljahresschriften, Anthologien und Fachzeitschriften.
Daniel Dölschner ist Mitglied der Deutschen Haiku-Gesellschaft und lebt als freier Texter in Augsburg.

## Bücher
- Die Hochhäuser im Rücken: Haiku und Senryu. Minimart-Verlag, Frankfurt am Main 2004, ISBN 3-933213-23-1.
- Neu gesehen: Haiku. Wiesenburg-Verlag, Schweinfurt 2004, ISBN 3-937101-30-6.

## Publikationen (Auswahl)
- Haiku heute – Der Lärm des Herzens. In: Haiki Jahrbuch 2004. Edition Blaue Felder, Tübingen 2005, ISBN 3-936487-07-3, S. 11.
- Vierteljahresschrift der Deutschen Haiku-Gesellschaft. 18. Jahrgang, Band 70, Oktober 2005, S. 28.
- Die Jahreszeiten der Liebe. Anthologie. Martin Werhand Verlag, Melsbach 2006, ISBN 3-9806390-4-5.
- Haiku hier und heute. Anthologie. Deutscher Taschenbuch Verlag, München 2012, ISBN 978-3-423-14102-4.